# روز تنوع
«روز تنوع» دومین قسمت از فصل اول مجموعه تلویزیونی کمدی اداره است. این قسمت توسط بی جی نواک نوشته و توسط کن کواپیس کارگردانی شده‌است و نخستین بار در ۲۹ مارس ۲۰۰۵ در ایالات متحده از ان‌بی‌سی پخش شد. بازیگر مهمان این قسمت، تهیه‌کننده مشاور اداره ، لری ویلمور بود.
دفاتر سازمانی داندر میفلین تصمیم گرفتند که یک نماینده (لری ویلمور) از «Diversity Today» را برای برگزاری جلسه ای دربارهٔ آموزش تفاوت‌ها و نژادهات ارسال کنند. مایکل آن را توهین‌آمیز برداشت می‌کند، و به عنوان یک پاسخ، جلسه تنوع خود را برگزار می‌کند. او یک فیلم کوتاه را نشان می‌دهد که هیچ چیز مهمی نیست و ادعا می‌کند که او «دو پانزدهم سرخ‌پوست» است و به همه دستور می‌دهد که کارت‌های شاخص را با یک نژاد خاص در آن بپوشند و با دیگران آنگونه رفتار کنند طوری که ممکن است با افراد آن نژاد رفتار کنند. وقتی او احساس نژادپرستانه‌ای از یک فرد هندی را به کلی کاپور (مندی کالینگ) ارائه می‌دهد، او خشمگین می‌شود و به او سیلی می‌زند.
در همین حال، جیم (جان کرازینسکی) ناامیدانه تلاش می‌کند تا فروش سالانه را که به یک چهارم کمیسیون سالانه برساند و مجدداً افزایش دهد، اما در نهایت او توسط دوایت (رین ویلسون) زیر بار می‌رود. با این حال، در پایان جلسات تنوع، پم (جنا فیشر) روی جیم خود چرت زد و جیم را به این نتیجه رساند که با این حال «روز بدی نیست».

## پذیرایی

### رتبه‌بندی
اولین بار «روز تنوع» در ان‌بی‌سی در تاریخ ۲۹ مارس ۲۰۰۵ پخش شد. در حالی که قسمت آزمایشی بیش از یازده میلیون بیننده داشت، قسمت دوم بیش از نیمی از مخاطبان خود را از قسمت قبلی از دست داد. این اپیزود در رتبه‌بندی نیلسن در میان افراد ۱۸ تا ۴۹ ساله نمره ۲٬۷٫۶ را دریافت کرد، به این معنی که ۲٬۷ درصد از کل افراد ۱۸ تا ۴۹ ساله این قسمت را تماشا کردند و شش درصد از همه افراد ۱۸ تا ۴۹ ساله که تلویزیون تماشا می‌کنند آن را مشاهده کردند. این قسمت در مجموع ۶٬۰ میلیون بیننده داشت. علاوه بر این، «روز تنوع»، همراه با دیگر قسمت‌های فصل اول از اداره به ان‌بی‌سی کمک کردند که نمره بالاترین امتیاز اسلات سه شنبه شب خود را از ۱ فوریه ۲۰۰۵ به دست آورد.

### بازخوردها
برخلاف واکنش لوکوارم به قسمت آزمایشی، «روز تنوع» نظر مثبت منتقدان تلویزیون را به خود جلب کرد. انترتینمنت ویکلی به این قسمت نظرات مثبتی داد و اظهار داشت: «به نژادپرستی اصلی فکر کنید، که ممکن است تحت عنوان «تصادف بزرگ» باشد. همان‌طور که مربی آفریقایی-آمریکایی خود را آقای براون (به معنای Brown یا رنگین‌پوست) معرفی می‌کند و مایکا اسکات به او می‌گوید، «من شما را چنین صدا نمی‌کنم.» ریکی جرویز (پیشتاز مجموعه انگلیسی) اظهار داشت که در مقایسه با نسخه انگلیسی، «به نظر من خوب است. من این واقعیت را دوست دارم که به غیر از متن اول، فیلمنامه‌ها همه اصلی هستند. شما دوباره به نقشه شخصیت‌ها برگشته‌اید و از آنجا شروع کرده‌اید، در مقابل کپی کردن هر چیزی.» مجله رولینگ استون صحنه ای را که مایکل فیلم ضد نژادپرستی خود را به اداره نشان می‌دهد، سومین لحظه برتر از اداره نامگذاری کرد.